# Martin Melin (författare)
Martin Erik Melin, född 18 augusti 1969, död 5 april 2021, var en svensk skribent, populärlingvist och informationskonsult.
Martin Melin tog en fil.kand.-examen i bland annat konstvetenskap och svenska vid Stockholms universitet och arbetade sedan som informationskonsult med informationsstrategi, dokumentation och utbildning.
Vid sidan om sitt arbete var han medförfattare till flera populärvetenskapliga böcker om språk tillsammans med fadern Lars Melin. Han medverkade även i läromedel, artiklar, tv- och radioprogram om informativ bild och språkfrågor samt konst. 
Martin Melin är begravd på Katolska kyrkogården i Stockholm.